# Diego Dublé Urrutia
Diego Dublé Urrutia (* 8. Juli 1877 in Angol; †  13. November 1967 in Santiago de Chile) war ein chilenischer Dichter, Maler und Diplomat. Bekanntheit erhielt er insbesondere durch seine Lyrik.

## Leben
Diego Dublé Urrutia entstammte einer traditionellen und wohlhabenden Familie seines Landes. Er studierte Jura, später wurde er Diplomat und vertrat sein Land als Botschafter in Österreich, Brasilien und Ecuador. Im Jahr 1928 bekehrte er sich zum Katholizismus, was entscheidend sein Werk prägen sollte. Er wurde Mitglied der chilenischen Sprachakademie (Academia Chilena de la Lengua), war mit Paul Claudel, der ihn entscheidend zu seiner Bekehrung beeinflusste, befreundet und heiratete eine Schwester des berühmten chilenischen Dichters Vicente Huidobro.

## Werke
- Veinte años (1898)
- Del mar a la montaña (1903)
- El caracol (1903)
- Fontana cándida (1953) (Anthologie seines Gesamtwerkes)

## Auszeichnungen
- Chilenischer Nationalpreis für Literatur im Jahr 1958